# قاقورتوق
قاقورتوق (به لاتین: Qaqortoq) یک شهرک در گرینلند است که در کویالق واقع شده‌است.

## خصوصیات
قاقورتوق ۳٬۲۲۹ نفر جمعیت دارد.

## خواهرخوانده
شهر آرهوس خواهرخواندهٔ قاقورتوق است.